# 太鼓山
太鼓山（たいこやま）は、丹後半島中央部にある山。京都府与謝郡伊根町田坪と京丹後市弥栄町野間にまたがっている。標高は683メートルであり、丹後半島有数の高峰である。宝暦13年（1763年）から天保12年（1841年）に編纂された『丹哥府志』による表記は「太鼓ケ山」。

## 地理
京都府北部にある丹後半島のほぼ中央に位置する。与謝郡伊根町と京丹後市の自治体境となっているが、両自治体と宮津市の自治体境にも近い。北に流れて日本海に注ぐ宇川の源流域にあり、京丹後市弥栄町野中や弥栄町須川などの山腹には深い谷が刻まれている。山頂の西側にはかつて炭山集落があったが、廃村となった。山域は積雪量が多く、鹿害が少ないため、山野草の種類が多い。

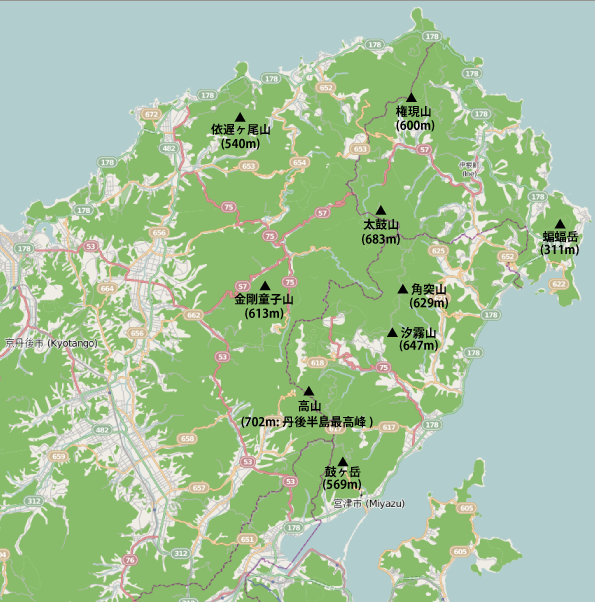
丹後半島の山

## 交通・登路
山頂には丹後縦貫林道で容易に訪れることができる。山頂部は小起伏地形を成しており、山頂には一等三角点がある。京丹後市にある三角点としては高竜寺ヶ岳（標高697m）に次ぐ高さである。山頂からは南方と西方の眺望がよいが、北方と東方は樹林によって視界が遮られる。風車の5号機の場所には東屋があり、権現山や船津山など丹後半島の山々が一望できる。

## 施設

### 太鼓山風力発電所

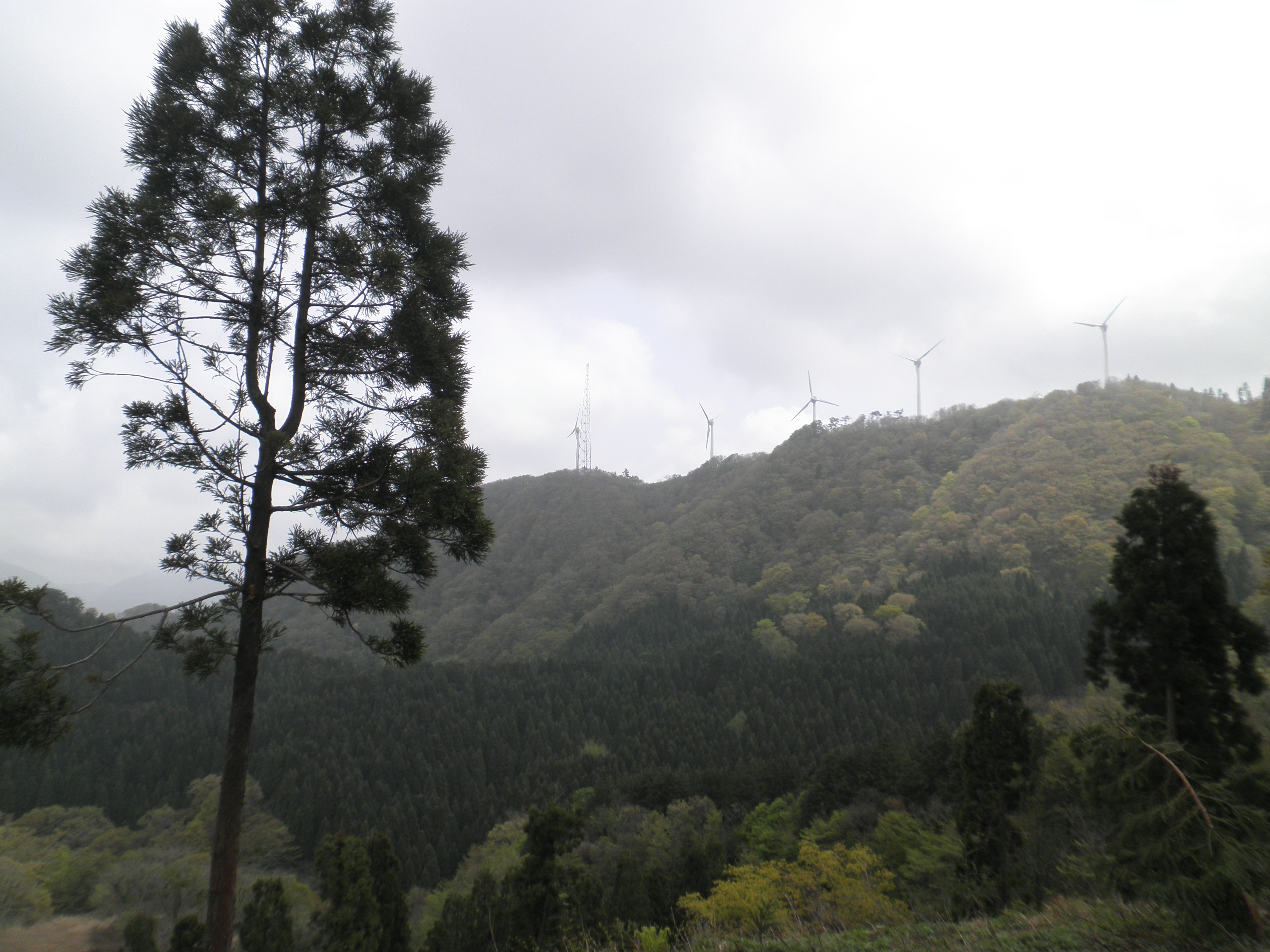
太鼓山風力発電所

太鼓山の山頂付近には太鼓山風力発電所の発電機が6基設置されている。1997年（平成9年）12月に第3回気候変動枠組条約締約国会議で京都議定書が採択されたのを機に、京都府が建設して2001年（平成13年）11月に運転開始したものである。運転開始時点では約2,300世帯分の消費電力に相当する年間約8,500メガワット(MW)の発電が見込まれており、関西電力に売電して京都府企業局が利益を得る計画だった。
山頂付近は風が強いことから風力発電所が設置されたが、不安定な風力のために故障が頻発し、また落雷などにも悩まされている。2013年（平成25年）にはプロペラ落下事故が起こり、2014年（平成26年）以降は3基のみが稼働している。

### 丹後森林公園スイス村

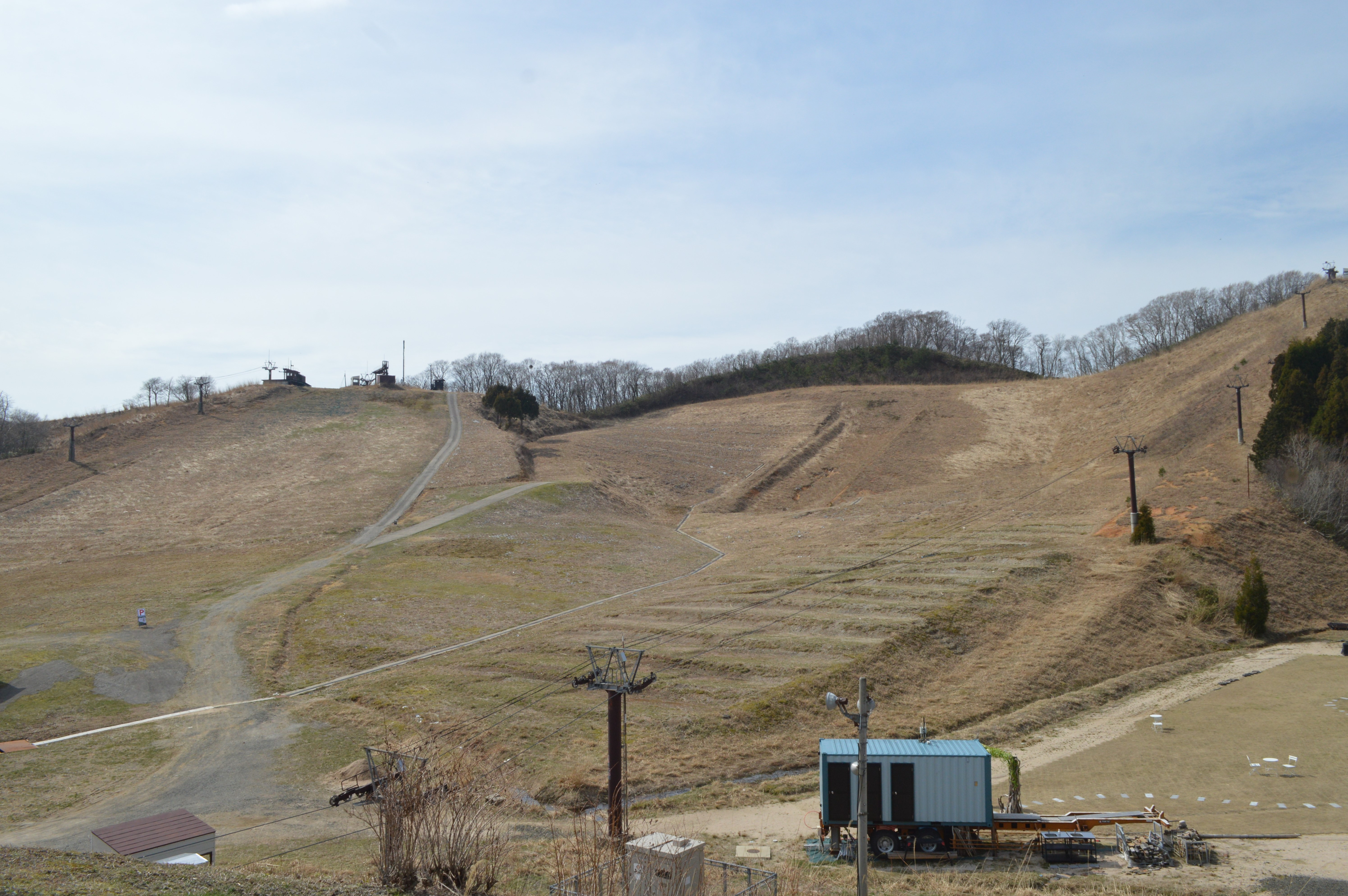
太鼓山スノーどんどんパーク in スイス村

山頂周辺は丹後森林公園スイス村として観光開発がなされている。風のがっこう京都、バンガロー、オートキャンプ場、スノーパークの太鼓山スノーどんどんパーク in スイス村などがあり、漁師体験・環境学習・太鼓山風力発電所見学・そば打ち体験などのプログラムを実施している。2019年（令和元年）までは3基のリフトを持つ森林公園スイス村スキー場があり、京都府最北端のスキー場として知られていた。標高差は152m（トップ683m・ボトム531m）であり、最大斜度は35度である。